# Dakotah Popehn

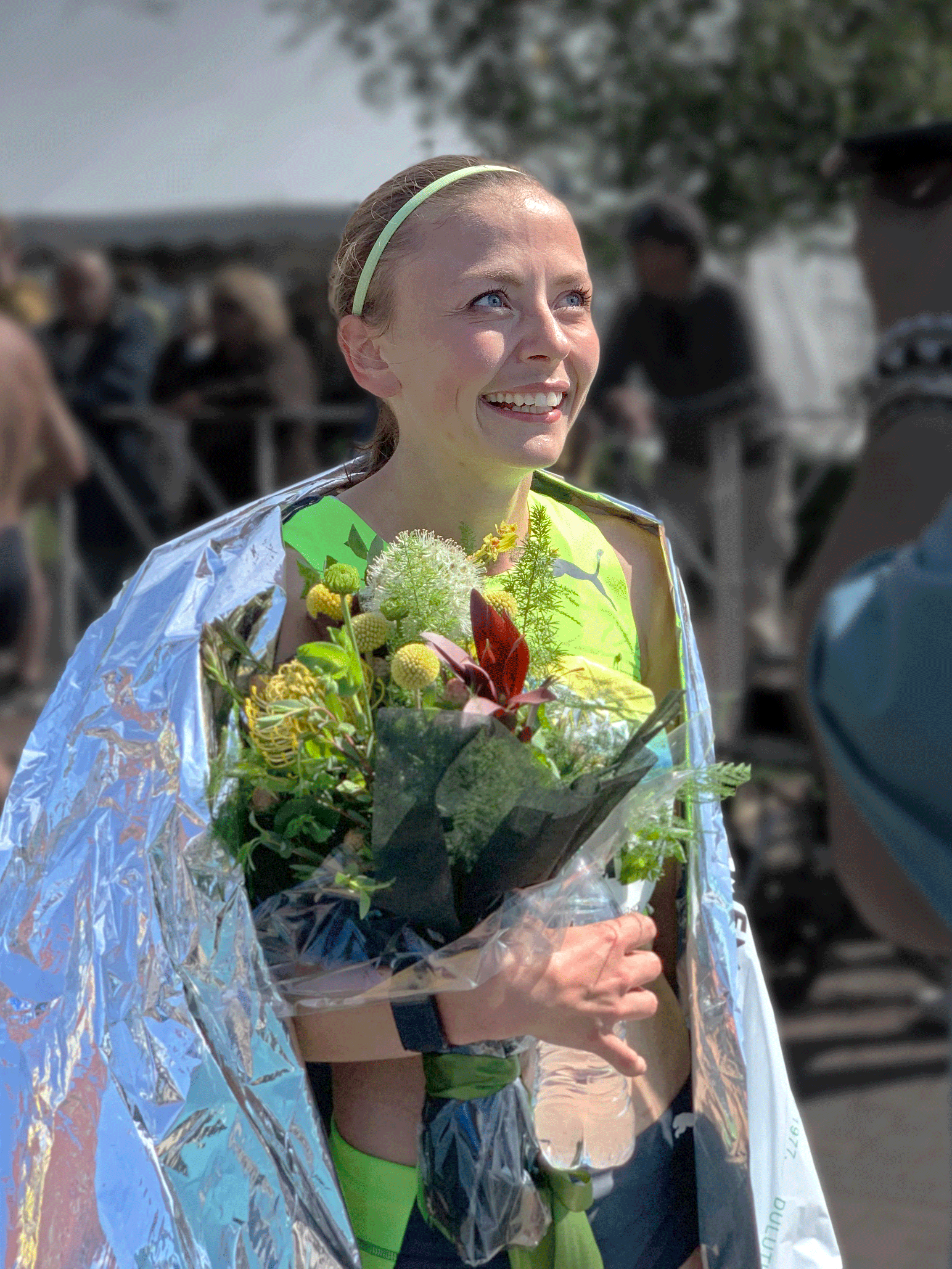
Dakotah Lindwurm nach ihrem Triumph beim Grandma’s Marathon 2022

Dakotah Marie Popehn, auch Dakotah Marie Lindwurm (* 1. Mai 1995 in St. Francis, Minnesota als Dakotah Marie Bullen), ist eine US-amerikanische Langstreckenläuferin.

## Leben

### Persönliches
Dakotah Popehn ist das einzige Kind von Connie und Shawn Bullen, ihre Mutter starb 2020 an Krebs. Sie war es, weshalb sie in der Schule mit dem Laufsport anfing, wo sie auch lange als Hockeytorhüterin spielte.
2013 machte sie in ihrer Geburtsstadt St. Francis ihren High-School-Abschluss. Ab 2014 studierte sie an der Northern State University, wo sie 2017 einen Abschluss in Biologiepädagogik, im Nebenfach Chemie, machte.
Ende Oktober 2024 heiratet sie ihren Freund Montana Popehn.

### Karriere
Bereits in der Schule lief Popehn im Leichtathletik- und Geländelaufteam. Ihre Bestzeiten in der High School waren im 800-Meter-Lauf 2:44,78 min, im 1600-Meter-Lauf 5:35,61 min und im 3200-Meter-Lauf 11:56,29 min.
An der Northern State University lief sie für die Northern State Wolves. Ihr bestes Ergebnis war ein 6. Platz beim 10.000-Meter-Lauf der NCAA DII Championships 2017, mit einer Zeit von 35:06,85 min.
Nach ihrer Ausbildung hat sie sich im September 2018 dem Minnesota Distance Elite Team angeschlossen. Beim Garry Bjorklund Halbmarathon 2018, ein Lauf im Rahmen des Grandma’s Marathons, lief sie mit einer Zeit von 1:16:16 h als 13. ins Ziel. 2019 qualifizierte sie sich mit einem vierten Platz beim Grandma’s Marathon für die U.S. Olympic Trials 2020. Der Lauf fand am 29. Februar 2020 in Atlanta statt, wo sie nach 2:39:08 h auf Platz 36. landete.
Am 19. Juni 2021 triumphierte sie beim Grandma’s Marathon in Duluth nach 2:29:04 h. Im Folgejahr gewann sie den Lauf mit persönlicher Bestleistung nach 2:25:01 ein weiteres Mal.
Seit 2022 wird die von dem Sportartikelhersteller Puma gesponsert.
Am 3. Februar 2024 lief sie bei den U.S Olympic Marathon Trials in Orlando mit einer Zeit von 2:25:31 h auf den dritten Platz und qualifizierte sich hierdurch für die Olympischen Sommerspiele 2024 in Paris. Der olympische Marathon fand am 11. August 2024 statt, wo sie mit 2:26:44 h auf den 12. Platz landete.

## Erfolge
| Nr. | Jahr | Veranstaltung                      | Strecke    | Zeit         | Platz |
| --- | ---- | ---------------------------------- | ---------- | ------------ | ----- |
| 1.  | 2017 | NCAA DII Outdoor Meisterschaften   | 10.000 m   | 35:06,85 min | 6.    |
| 2.  | 2019 | USATF 25k Meisterschaften          | 25 km      |              | 5.    |
| 3.  | 2021 | USATF 20k Meisterschaften          | 20 km      |              | 8.    |
| 4.  | 2021 | Grandma’s Marathon                 | 42,195 km  | 2:29:04 h    | 1.    |
| 5.  | 2021 | USATF Halbmarathon Meisterschaften | 21,0975    |              | 3.    |
| 6.  | 2022 | USATF 25k Meisterschaften          | 25 km      |              | 3.    |
| 7.  | 2022 | Grandma’s Marathon                 | 42,195 km  | 2:25:01 h    | 1.    |
| 8.  | 2022 | USATF 20k Meisterschaften          | 20 km      |              | 9.    |
| 9.  | 2023 | USATF 15k Meisterschaften          | 15 km      |              | 4.    |
| 10. | 2023 | New-York-City-Halbmarathon         | 21,0975 km | 1:12:25 h    | 6.    |
| 11. | 2024 | U.S. Olympic Trials                | 42,195 km  | 2:25:31 h    | 3.    |
| 12. | 2024 | Olympische Sommerspiele            | 42,195 km  | 2:24:44 h    | 12.   |

## Persönliche Bestzeiten
- 5 km: 16:10, 4. Oktober 2020 in Des Moines
- 10 km: 33:22, 20. August 2023 in Cali
- 15 km: 51:31, 20. März 2021 in Jacksonville (Florida)
- 10 Mile: 54:16, 2. Oktober 2022 in Minneapolis
- 20 km: 1:07:42, 4. September 2023 in New Haven (Connecticut)
- Halbmarathon: 1:09:36, 16. Januar 2022 in Houston
- 25 km: 1:25:58, 13. Mai 2023 in Grand Rapids (Michigan)
- Marathon: 2:24:40, 8. Oktober 2023 beim Chicago-Marathon